# 19. siječnja u Drugom svjetskom ratu
Drugi svjetski rat po nadnevcima: 19. siječnja u Drugom svjetskom ratu.

### 1942.
- Invazija japanskih oružanih snaga na Burmu.
- Osnovan Deseti zagrebački korpus NOVJ-a.